# Giovanni Domenico Cassini

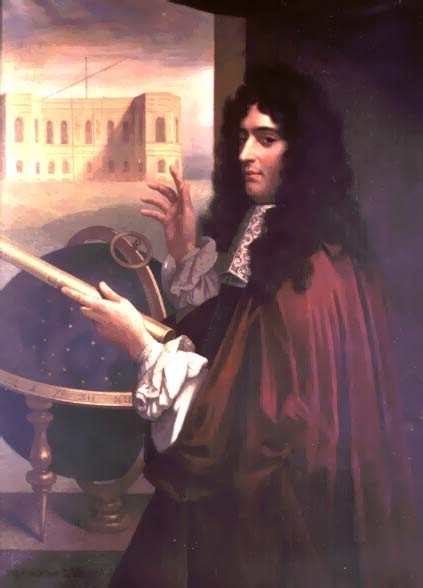
Giovanni Domenico Cassini

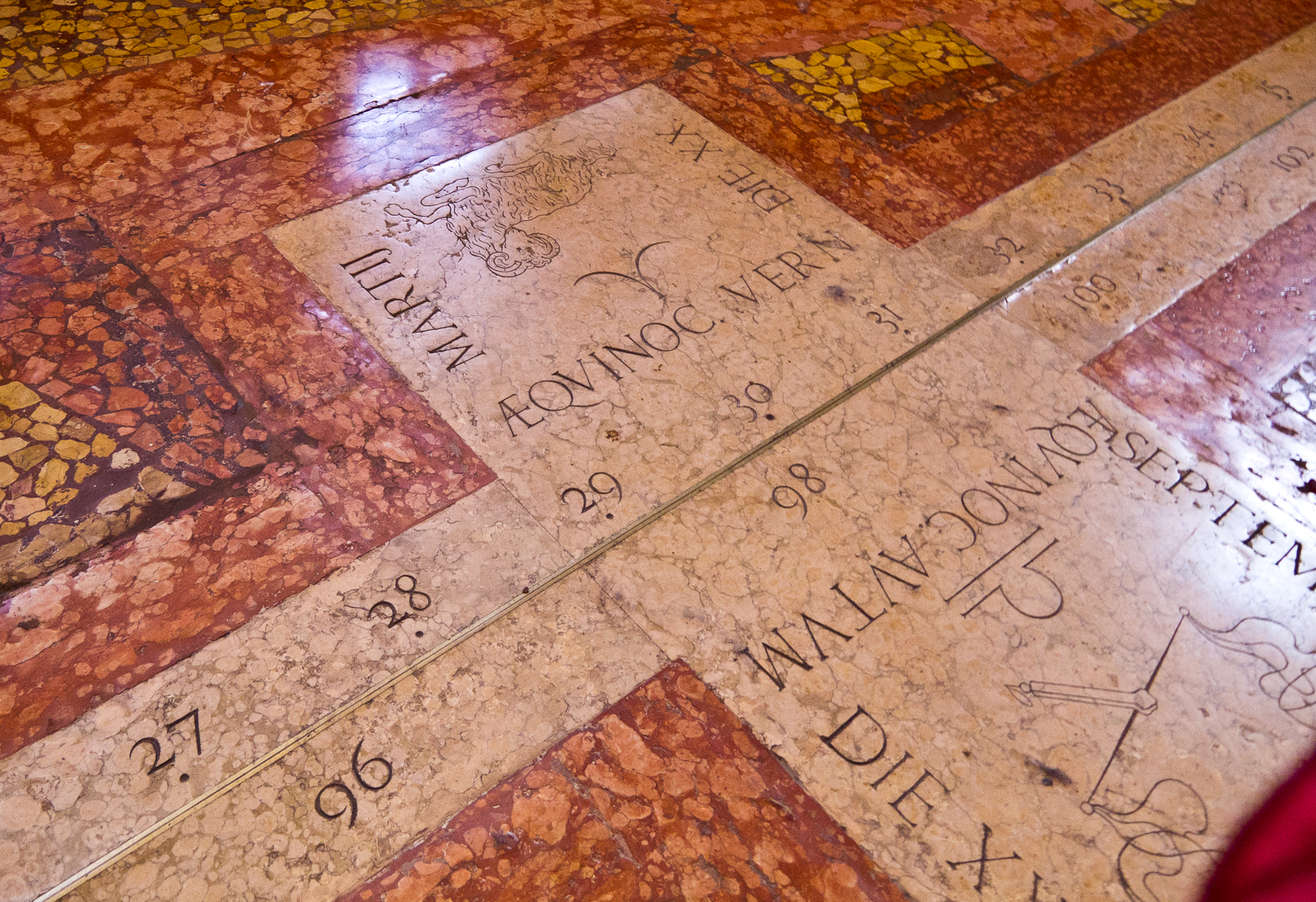
Meridian in der Basilika San Petronio (Bologna), 1655 nach Plänen Cassinis angelegt

Giovanni Domenico Cassini (* 8. Juni 1625 in Perinaldo, Grafschaft Nizza, Herzogtum Savoyen; † 14. September 1712 in Paris) war ein italienischer Astronom und Mathematiker, der in Bologna Ansehen erwarb, 1669 an die Académie Royale des Sciences in Paris berufen wurde, 1673 die französische Staatsbürgerschaft annahm und seitdem meist Jean-Dominique Cassini genannt wurde. Er wurde zum Begründer einer Dynastie von Astronomen, die bis zur Französischen Revolution die Direktoren des Pariser Observatoriums stellten, weshalb er auch als Cassini I bezeichnet wird.

## Leben
Giovanni Cassini wurde in Perinaldo (Ligurien) geboren. Er heiratete die reiche Geneviève de Laistre, wurde 1673 französischer Staatsbürger und begann, seinen Vornamen Jean-Dominique zu schreiben. Zwei Jahre vor seinem Tode erblindete er. Er starb im Alter von 87 Jahren. Bestattet wurde er in der Pariser Kirche Saint-Jacques-du-Haut-Pas.

## Wirken

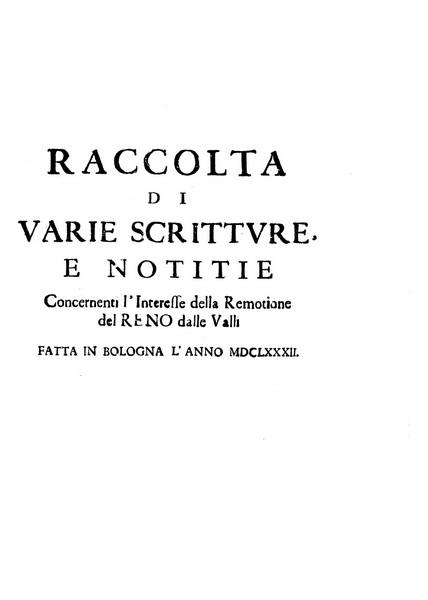
Raccolta di varie scritture (1682)

Cassini studierte am Jesuitenkolleg in Genua und Bologna. Durch den Einfluss des früheren Generals und damaligen Senators Cornelio Malvasia wurde er 1650 der Nachfolger von Pater Bonaventura Cavalieri an der Universität von Bologna als Professor für Astronomie und Mathematik. Dort unterrichtete er euklidische Geometrie und – der Doktrin der katholischen Kirche entsprechend – die ptolemäische Astronomie. So bevorzugte er lange das geozentrische Modell von Tycho Brahe, während er zögerte, das heliozentrische von Nikolaus Kopernikus zu übernehmen.
Cassini entwickelte sich zu einem ausdauernden, sehr genauen Beobachter des Himmels. 1655 bestimmte er mit seiner Meridiana in der Basilika San Petronio von Bologna die Neigung der Erdbahn, den Sonnendurchmesser und die Lichtbrechung in der Erdatmosphäre. Seine Ergebnisse veröffentlichte er zügig 1662 in Tabellenform. Darüber hinaus verschafften ihm die Teleskope von Eustachio Divini (1610–1685) aus Rom und Giuseppe Campani (1635–1715) spektakuläre Entdeckungen: Mit Hilfe des Großen Roten Flecks auf dem Jupiter bestimmte Cassini dessen Eigendrehung (1665). Er berechnete auch die Rotationsdauer von Venus, Jupiter und Mars und untersuchte die Oberflächen der Planeten genauer. Aus dem regelmäßigen Umlauf des Jupitermondes Io leitete er die Bestimmung des Längengrades ab, ein wichtiger Schritt für die Geodäsie und die Navigation. Dazu veröffentlichte Cassini 1668 genaue Tabellen (Ephemerides Bononienses mediceorum siderum). Nachdem sich Jean Picard für ihn ausgesprochen und er sich das Wohlwollen von König Ludwig XIV. erworben hatte, wurde Cassini 1669 durch Colbert an die gerade gegründete Académie Royale des Sciences und zum Leiter des noch im Bau befindlichen Pariser Observatoriums berufen.
Als Direktor der Sternwarte bewährte Cassini sich durch weitsichtige Planungen von Expeditionen mit dem Ziel, die genaue Form der Erde zu bestimmen, eine genaue Karte Frankreichs zu erstellen und das Sonnensystem zu vermessen. Dabei entdeckte er weitere Saturn-Monde (1671 Iapetus und 1672 Rhea) und 1675 erstmals die Lücke im Saturnring, die heute Cassinische Teilung heißt. Cassini bemerkte an Japetus regelmäßige Veränderungen der Helligkeit. Er erkannte, dass der Mond dem Saturn immer dieselbe Seite zeigt, also wie der Erdmond gebunden rotiert. Außerdem beschrieb er 1683 das Zodiakallicht.
Cassini deutete die 14 damals bekannten Himmelskörper (6 Planeten und 8 Monde) als Verherrlichung des Sonnenkönigs Ludwig XIV. Man vermutet heute, Cassini habe aus Verehrung für seinen königlichen Arbeitgeber lange verschwiegen, dass er inzwischen mit Dione und Tethys noch zwei weitere Saturnmonde entdeckt hatte. Erst 1684 gab er die Entdeckung bekannt.
Cassini lehnte die Erkenntnisse von Jean Richer und Philippe de La Hire zur Erdabplattung an den Polen ab, durch die bis 1683 die Voraussagen von Isaac Newton und Christiaan Huygens bestätigt worden waren. Er stellte sich eine Abplattung am Äquator vor, genauso wie später noch sein Sohn und sein Enkel.
Zwischen 1683 und 1718 wurde die Triangulation der schon von Picard vorgeschlagenen Verlängerung seines Meridianbogens Paris – Amiens bis nach Dünkirchen im Norden und nach Perpignan im Süden von de la Hire, den Cassinis und den Maraldis durchgeführt, deren Ergebnisse Cassinis Ansicht einer Abplattung am Äquator widersprachen.
Richer ermittelte 1672 in Cayenne zusammen mit Cassini in Paris den Abstand Erde–Mars. Daraus berechnete Cassini eine Parallaxe der Sonne von 9,5". Damit konnte man erstmals den Abstand Erde–Sonne, heute die Astronomische Einheit, und damit alle Abstände im Sonnensystem angeben. Doch die Messgenauigkeit war nicht ausreichend (der Wert war um 7 % zu niedrig), so wurde Cassinis Ergebnis von vielen, besonders von Edmund Halley nicht akzeptiert.
1676 formulierte sein Mitarbeiter Ole Rømer die Hypothese, dass die Lichtgeschwindigkeit endlich sein müsse. Cassini stimmte zunächst zu und widersprach anschließend, weil er ein Anhänger der damals vorherrschenden Annahme einer augenblicklichen Lichtausbreitung war, die auf René Descartes zurückgeht.
Seine konservative Grundhaltung wird auch dadurch deutlich, dass er die Ellipsenbahnen von Johannes Kepler und die Gravitationstheorie von Newton ablehnte. Statt der Ellipsen schlug er 1680 eine Kurve vierter Ordnung vor, die heute Cassinische Ovale oder Cassinische Kurve genannt wird.
Für den Mondumlauf formulierte er 1693 drei Cassinische Gesetze:
1. Der Mond rotiert gleichmäßig gebunden an seinen Umlauf.
2. Der Mondäquator ist konstant um 1,5 Grad gegen die Ekliptik geneigt.
3. Die Rotationsachse des Mondes liegt stets in der Ebene, die von seiner Bahnnormalen und der Normalen der Ekliptik aufgespannt wird (die beobachtbare leichte Abweichung von dieser Regel wird als physische Libration bezeichnet).

Besonders Jean-Baptiste Joseph Delambre bewertet Cassini zu Recht als einen Traditionalisten. Trotzdem gilt er als einer der wichtigsten Astronomen im 17. Jahrhundert. 1672 wurde er auf Vorschlag von Henry Oldenburg zum Mitglied der Royal Society gewählt.
Cassinis Nachfolger als Direktoren der Pariser Sternwarte wurden sein Sohn Jacques Cassini (Cassini II), sein Enkel César François (Cassini III) und sein Urenkel Jean Dominique (Cassini IV).

## Ehrungen
Nach ihm wurde der Cassini-Orbiter, der Asteroid (24101) Cassini und die sogenannte Cassinische Teilung benannt, außerdem der Mondkrater Cassini nach ihm und Jacques Cassini.

## Schriften (Auswahl)
- Some Observations Concerning Jupiter. Of the Shadow of One of His Satellites Seen, by a Telescope Passing Over the Body of Jupiter. In: Philosophical Transactions . Band 1, Nummer 8, 8. Januar 1666, S. 143–145, doi:10.1098/rstl.1665.0067.
- A Discovery of Two New Planets about Saturn, Made in the Royal Parisian Observatory by Signor Cassini, Fellow of Both the Royal Societys, of England and France; English't Out of French. In: Philosophical Transactions. Band 8, 1673, S. 5178–5185, doi:10.1098/rstl.1673.0003 (Volltext).
- An Extract of the Journal Des Scavans. of April 22 st. N. 1686. Giving an Account of Two New Satellites of Saturn, Discovered Lately by Mr. Cassini at the Royal Observatory at Paris. In: Philosophical Transactions. Band 16, 1686, S. 79–85, doi:10.1098/rstl.1686.0013 (Volltext).
- Giovanni Domenico Cassini auf AMS Historica, Collezione digitale di opere storiche der AlmaDL, Biblioteca Digitale, Università di Bologna
  - Controversia prima astronomica ad maximum heliometrum D. Petronii examini,
  - Disegno della meridiana di S.Petronio
  - Ephemerides Bononienses Mediceorum syderum ex hypothesibus et tabulis Io. Dominici Cassini... ad observationum opportunitates praemonstrandas deductae...
  - Ephemeris prima motus cometae novissimi mense aprili 1665
  - In hoc aestivo solstitio coelesti scientiae a fundamentis instaurandae in Templo D. Petronii primus lapis ponitur
  - La meridiana del tempio di S. Petronio tirata, e preparata per le osseruazioni astronomiche l'anno 1665. Riuista, e restaurata l'anno 1695. Di Gio. Domenico Cassini ..
  - Novum lumen astronomicum ex novo heliometro
  - Observationes aequinoctiales in Templo D.Petronii habendae
  - Serenissimae Maiestati Christinae magnae Sueciae reginae. Magnum Vraniae Theatrum Bononiae in augustissimo D. Petronij templo nouissime fundatum ... Io. Dominicus Cassinus in almo Bononiensi Archigymnasio astronomus primarius exhibet, consecratque
  - Spina celeste meteora osseruata in Bologna il mese di marzo 1668 da Gio. Domenico Cassini
- Cassini-Handschriften in der digitalen Bibliothek des Pariser Observatoriums.